# Alexander Friedmann (Unternehmer)

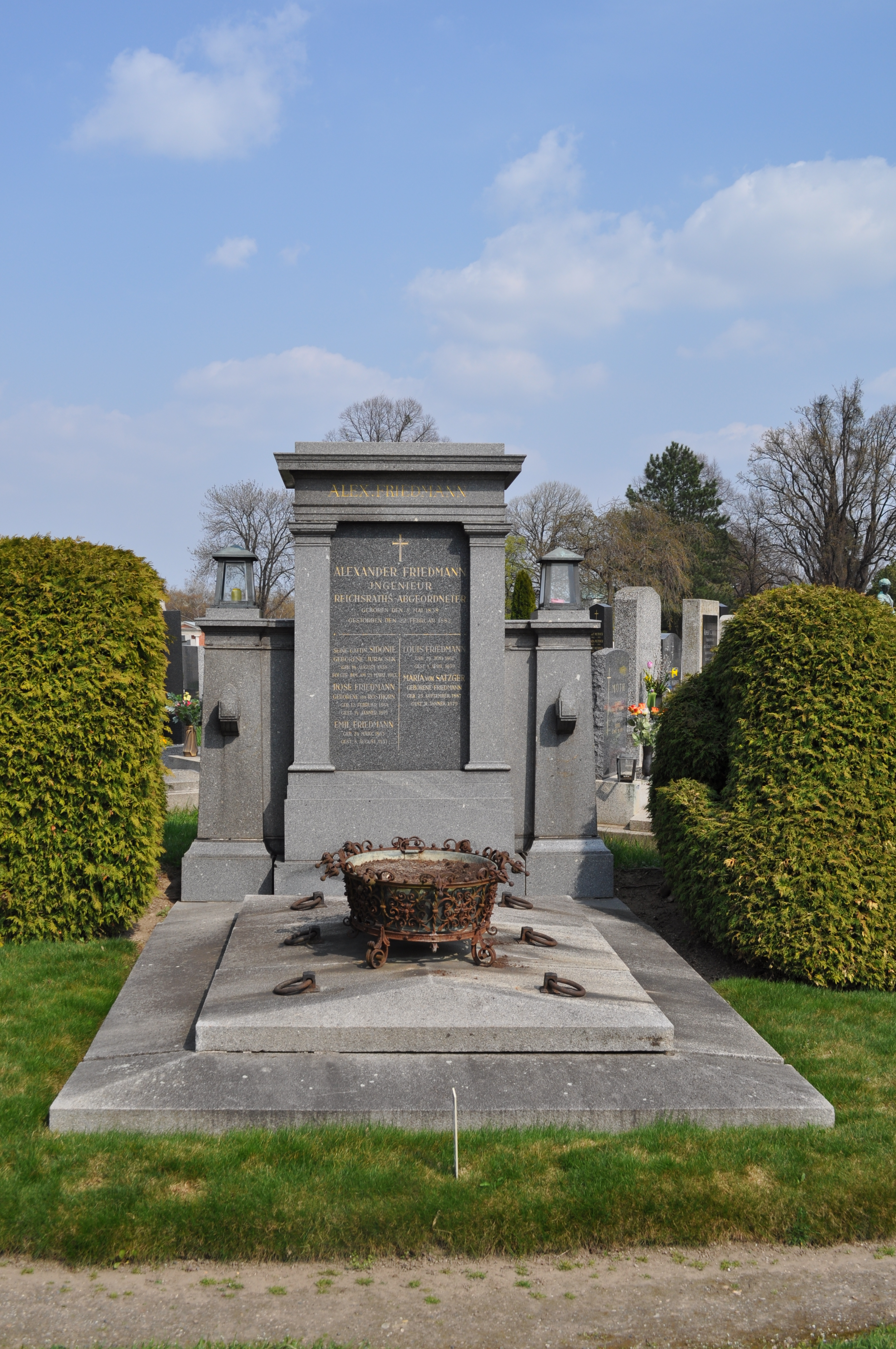
Grab von Alexander Friedmann auf dem Wiener Zentralfriedhof

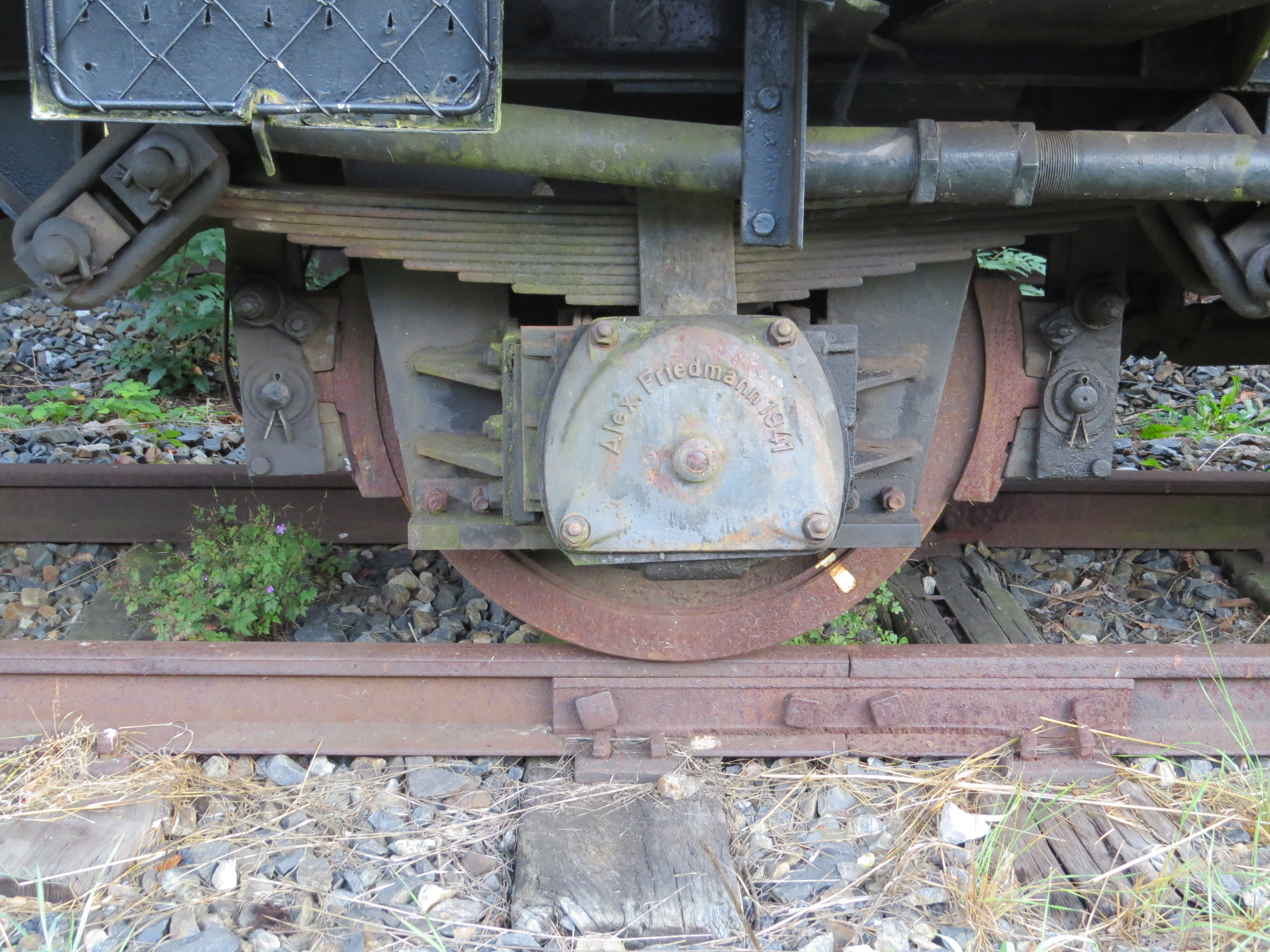
Radlager von Alex. Friedmann bei einem ausgemusterten Schmalspurwaggon am Bahnhof Kienberg-Gaming (2017)

Alexander Friedmann (* 8. Mai 1838 in Pest, Königreich Ungarn; † 22. Februar 1882 in Wien) war ein Wiener Industrieller, Gemeinderat und Landtagsabgeordneter. Er war Gründer der Armaturenfabrik Alex. Friedmann.

## Leben
Seine Eltern waren der Kaufmann Heinrich Friedmann und Johanna. Er und seine Brüder Dubi und Siegwart Friedmann (1842–1916; als Samuel geb.; später Schauspieler und Mitbegründer des Deutschen Theaters in Berlin) wuchsen in Budapest in bescheidenen Verhältnissen auf.
1860 ging er nach Paris. 1862, nach dem Tod des Vaters kehrte er zurück nach Österreich, wo er eine Stelle bei der Bahn in Aussicht hatte, um der Mutter nahe zu sein.
Seine Söhne waren Louis Philipp Friedmann, Emil (* 1863) und Max (* 1864 in Reschitza im Banat; Großindustrieller, Politiker, Fechter.)
Im Mai 1864 hatte er eine Anstellung in Majdanpek (im späteren Jugoslawien), kehrte aber im selben Jahr endgültig nach Wien zurück, wo seine Söhne das Akademische Gymnasium besuchten. 1867 ließ er sich und seine Söhne taufen.
1868 verbesserte den Giffard'schen Injector (Dampfstrahlpumpe, Speisevorrichtung für Dampfkessel), erhielt ein kaiserliches Privileg und engagierte im nächsten Jahr Ernst Körting als Vertriebsingenieur, der diesen in Italien und England einführen sollte. Da Friedmann ihn nicht weiterentwickelte, tat Körting dies und erwarb noch im selben Jahr ein Patent.
1871 gründete er in der Leopoldstadt Am Tabor 6 seine Armaturenfabrik Alex. Friedmann und hatte schon Mitte der 1870er Verkaufsniederlassungen in England, USA und Russland.
1875 zog er als Abgeordneter des 2. Bezirks in den Wiener Gemeinderat und wurde Gegner von Bürgermeister Cajetan von Felder.
Er war Mitglied des Abgeordnetenhauses: Oktober 1879 bis November 1881 im Klub der Liberalen und danach kurzzeitig bei der Vereinigte Linke. Er war einer der ersten Gemeinderäte, der ein Wasserleitungssystem für Wien entwickelte.
Friedmann liegt am Wiener Zentralfriedhof begraben (Gruppe 15E, Gruft Nr. 3)
Die Friedmanngasse in Ottakring wurde 1882 nach ihm benannt.

## Veröffentlichungen
- Die Luftreinigung großer Städte durch Ventilation und Miasmenverbrennung; 1866
- Officieller Bericht über das Marinewesen auf der Weltausstellung 1873 Wien (Rapport officiel sur la marine et les travaux maritimes à l'Exposition universelle de Vienne en 1873); Aus der kais. königl. Hof- und Staatsdruckerei, 1874
- Friedmann´s Reducier-Ventil System Foster; 1896 ???